# Torneio Pan-Americano de Hóquei no Gelo
O Torneio Pan-Americano de Hóquei no Gelo (Em castelhano: Torneo Panamericano de Hockey sobre Hielo, em inglês: Pan American Ice Hockey Tournament) é um torneio internacional de hóquei sobre gelo para países do continente americano, tanto a América do Norte quanto a do Sul. Os membros plenos da Federação Internacional de Hóquei no Gelo são o Canadá, o México e os Estados Unidos, que participam no Campeonato Mundial de Hóquei no Gelo. Os membros associados são a Argentina e o Brasil, que participam dos campeonatos mundiais de hóquei em linha. Jamaica é também um membro da IIHF, mas não foram citados como potenciais participantes.
O primeiro torneio masculino e também o primeiro feminino ocorre ram na Cidade do México entre 2 e 9 de março de 2014.

## Resultados

### Torneio masculino
| Ano           | Sede             | Ouro     | Prata  | Bronze   |
| ------------- | ---------------- | -------- | ------ | -------- |
| 2014 Detalhes | Cidade do México | Canadá   | México | Colômbia |
| 2015 Detalhes | Cidade do México | Colômbia | México | Brasil   |
| 2016 Detalhes | Cidade do México | Colômbia | México | México B |

### Torneio feminino
| Ano           | Sede             | Ouro     | Prata     | Bronze        |
| ------------- | ---------------- | -------- | --------- | ------------- |
| 2014 Detalhes | Cidade do México | Canadá A | México    | Canadá B      |
| 2015 Detalhes | Cidade do México | México   | Colômbia  | México Sub-18 |
| 2016 Detalhes | Cidade do México | México   | Argentina | México B      |